# Juan Rifá y Prunés

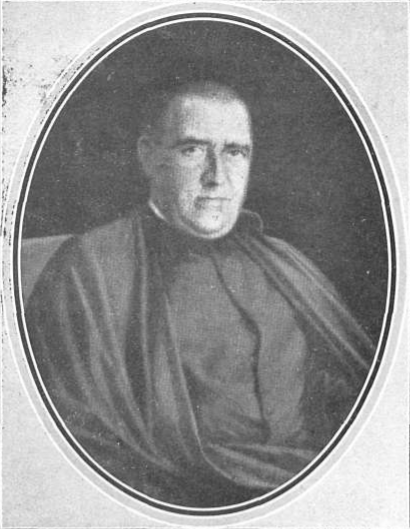
Juan Rifá y Prunés

Juan Rifá y Prunés (San Fausto de Campcentellas, 23 de octubre de 1868-Barcelona, 10 de mayo de 1912) fue un eclesiástico español, canónigo lectoral de Barcelona.

## Biografía
A los quince años ingresó mediante una beca en  el Seminario Conciliar de Barcelona. En 1892 fue ordenado sacerdote y el 27 de septiembre de 1896, con sólo veintidós ocho años, catedrático de Filosofía en la especialidad de Metafísica en el seminario de Barcelona. El 30 de diciembre de 1896 recibió el grado de Licenciado y el Doctorado por la facultad de Teología. En 1907 obtuvo por oposición la cátedra de Teología y el cargo de canónigo lectoral de la catedral de Barcelona.
En cuestiones políticas proclamó siempre abiertamente su filiación carlista. Fue el alma de la propaganda emprendida por el alto clero barcelonés en pro de la rotativa de El Correo Catalán y en unas solemnidades religiosas que celebró dicho diario en la iglesia de Santa María del Pino para conmemorar la inauguración de sus reformas, defendió desde el púlpito sus convicciones tradicionalistas.
En octubre de 1910 fue nombrado examinador prosinodal y censor de oficio. Falleció repentinamente cuando se empezaba a postular como futuro obispo de Barcelona, a los cuarenta y tres años de edad. Fue enterrado en el barcelonés cementerio de San Gervasio. Sus restos mortales fueron trasladados posteriormente al altar de la iglesia de super pueblo natal. El pueblo de San Fausto de Campcentellas, en reconocimiento a su hijo ilustre, le dedicó un busto (destruido en la guerra civil), una plaza y una calle.